# Vision Mobile Browser
Vision (раніше nWeb) був мобільним браузером, розробленим Novarra Inc., який працював на платформі Java, Micro Edition. Вперше він був випущений у 2002 році, а остаточний реліз відбувся у 2009 році

## Функціональність
Користувачі мобільних телефонів можуть отримувати доступ і використовувати ті самі веб-сайти на своїх бездротових телефонах, які вони відвідують за допомогою персональних комп'ютерів. Повні веб-сторінки завантажуються за лічені секунди завдяки стисненню та обробці контенту в мережі сервером.
Підтримка типів вмісту: «Street» HTML, HTML 4.01, XHTML 1.0, XHTML Basic, XHTML MP, cHTML, HDML, WML 1.1, Cascading Style Sheets v1, CSS v2, W-CSS, Tables, Frames, Forms, JavaScript 1.5, ECMAScript v3, ECMAScript Mobile Profile, HTTP cookies, базова автентифікація, gzip, Multi-Part MIME, GIF, анімований GIF, JPEG, формат файлу BMP, WBMP
Підтримка мультимедіа: Adobe Flash, FLV, WMV, AVI, MPEG-2 / MPEG-4, 3GP, 3GP2, MP3, SVG Tiny, SMIL, MIDI (підтримується на телефонах із відповідними API)
Мережеві протоколи та безпека: HTTP 1.1, HTTPS, SSL 2.0/3.0, WTLS, сертифікати
Паш: WAP 2.0 Push Access Protocol (PAP)
Завантажити: OMA Download 1.0, MIDP OTA 1.0 & 2.0

## Особливості
- Портал на пристрої: локально зберігайте сторінки з категоріями та сайтами, які можуть бути визначені постачальником послуг і оновлюватися по повітрю, а також «Історія» та «Вибране» можуть бути налаштовані кінцевим користувачем
- Перегляд ПК : сторінки сайту завантажуються з візуальним представленням повної веб-сторінки.
- За розміром екрана : вибір переформатованого макета з розмірами зображення, адаптованими до ширини екрана телефону.
- Пріоритезація вмісту та засоби мобільної навігації : браузер намагається автоматично знайти основну інформацію на веб-сторінці та зосередитися на цьому вмісті. Крім того, користувач може «перейти» до іншого пріоритетного вмісту, такого як вхід, пошук або форми.
- Adobe Flash і потокове відео (потокове медіа): браузер адаптує флеш-анімацію, флеш-відео та інші формати відео до формату, який підтримує телефон (зазвичай RTSP / 3GPP).
- RSS: користувачі можуть переглядати або підписуватися на доступний канал RSS на сайті.
- Механізм віджетів: можливість запускати віджети на мобільних телефонах.